# Duel
Duel (en Argentina, Reto a muerte; en España, El diablo sobre ruedas; en el Perú, Duelo) es una película para televisión estadounidense de acción y suspenso de 1971 dirigida por Steven Spielberg y protagonizada por Dennis Weaver.
El guion del telefilme fue escrito por Richard Matheson a partir de su novela corta homónima. Narra la inexplicable persecución a la que se ve sometido un conductor de un automóvil por parte de un desquiciado que conduce un enorme camión cisterna.
El telefilme, de 16 mm, fue emitido por la ABC el 13 de noviembre de 1971. En las salas cinematográficas se proyectó en 35 mm en 1972, con una duración ampliada desde 74 min. hasta 90.

## Argumento

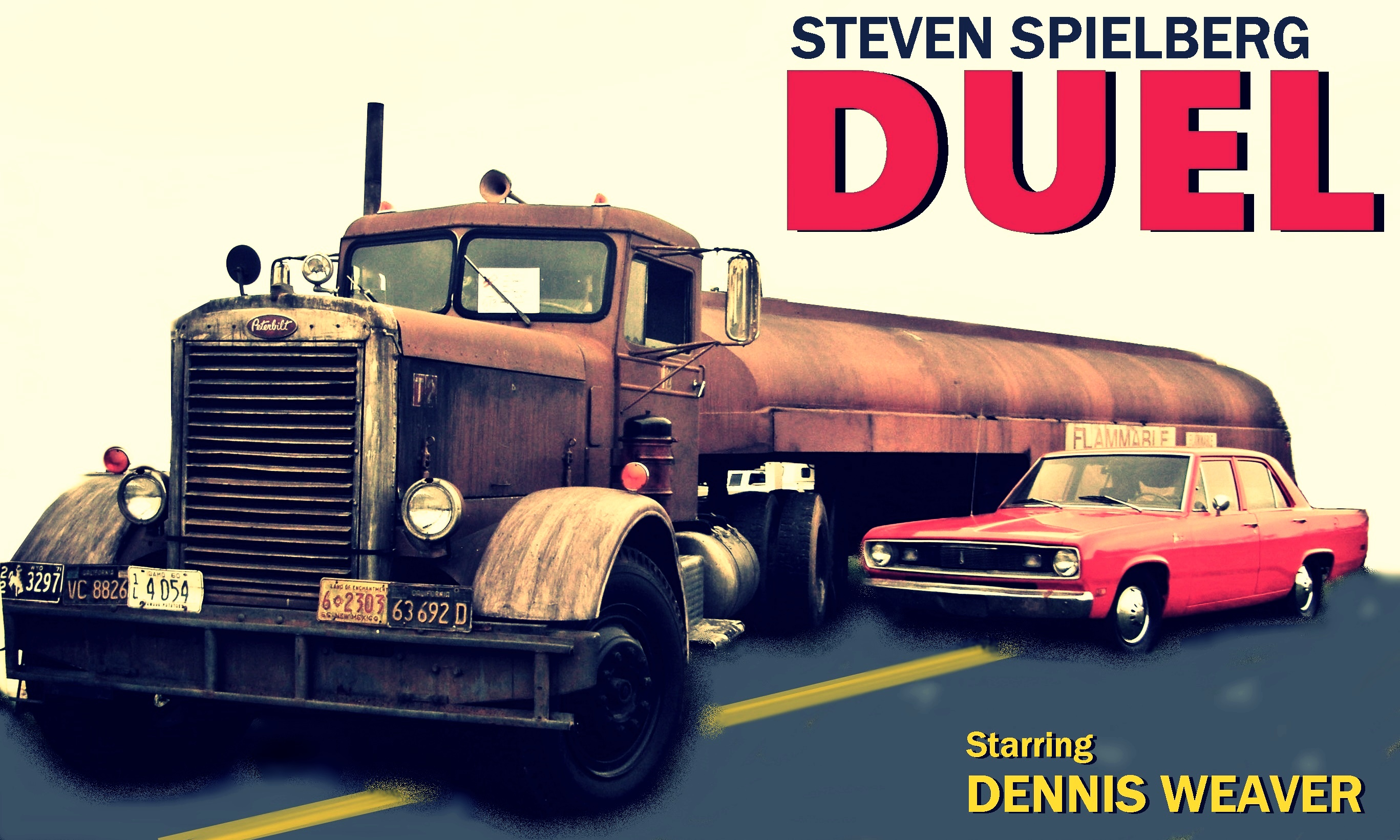
Un Plymouth Valiant y un camión cisterna Peterbilt modelo 281 (1955) similares a los vehículos usados en el film de 1971

David Mann (Dennis Weaver), un común hombre de negocios y de familia de clase media, viaja con su coche, un Plymouth Valiant, por una zona desértica y aislada al sur de los Estados Unidos, cerca de la frontera con México, cuando en una carretera de doble vía adelanta a un viejo, maltratado y oxidado camión cisterna Peterbilt 281 (1955) que parece contener inflamables. Al adelantar el camión, el conductor de éste parece molestarse y lo vuelve a adelantar, no lo deja rebasarlo, y cuando el conductor del camión le hace señas para rebasarlo, casi le provoca un accidente con un vehículo en contra.
Mann intenta aumentar la distancia entre el camión y su vehículo y cuando casi lo logra, casi se estrella en una cerca de un campo, frente a un Café, donde los presentes en el sector creen que Mann no está en sus cabales. Mann se dirige al baño y cuando se dispone a comer algo, se da cuenta de que el camión está estacionado afuera, sin su conductor. Entonces empieza a sospechar de cada uno de los hombres que están presentes. Confunde a uno de ellos con el conductor, y cuando lo increpa provoca una reyerta donde él sale perdiendo; finalmente se da cuenta del error cometido. 
Al salir en dirección al vehículo agresor, el camión bruscamente se pone en marcha y Mann no logra darle alcance a pie creyendo que ya el camión no lo seguía, un chófer de un autobús escolar lo detiene, ya que el camión fallaba, pidió que le empuja se con su auto, cosa que no funcionó, al ver hacia adentro de un túnel, el camión cisterna lo esperaba, conforme se va acercando, Mann se desespera, y le dice al chófer que el conductor de ese camión es un desquiciado sujeto que intenta matarlo, cosa que el chofer escolar no le cree, en una escena después, Mann huye a toda velocidad en su auto. Poco después en un cruce ferroviario activado por un convoy cruzando, el camionero sorprende a Mann por detrás y empuja al automóvil contra el paso a nivel marcha con el objetivo de que sea arrollado. Mann logra zafarse al último momento. En un intento por llamar a la policía, Mann logra entrar a una cabina telefónica y, cuando logra comunicarse, el camión embiste la caseta destruyendo todo a su paso. Mann logra escapar con su vehículo.
Después de un rato la persecución se convierte en acoso y desesperación por parte de David Mann. Lo que aparenta ser un juego malintencionado realizado por el camionero al que nunca verá su rostro (Cary Loftin), pero parte de su brazo izquierdo velludo y con manga de la camisa a cuadros y en otra escena lo ve con botas de vaquero y pantalón de mezclilla, se va convirtiendo en una vorágine de locura desquiciada trastocada en un enfrentamiento a vida o muerte entre David y el camión (el hecho de que el camión está conducido por una persona se torna irrelevante), así a lo largo de kilómetros y kilómetros de carreteras solitarias jugando al gato y el ratón.
Finalmente, el camión y el protagonista, al límite de sus posibilidades de cordura, se ven enfrentados en una carretera cerrada en unos acantilados. El final es sorprendente, cuando Mann estrella su Valiant contra un cerro pequeño, sin alternativa alguna, Mann salta de su Valiant destruido para que choque con el camión, cosa que funciona, el camión al final se estrella y cae en un acantilado, donde finalmente explota.

## Reparto
- Dennis Weaver como David Mann
- Jacqueline Scott como Señora Mann
- Cary Loftin como El camionero
- Eddie Firestone como El dueño del Café
- Lou Frizzell como El conductor de autobús
- Eugene Dynarski como El cliente en el Café
- Lucille Benson como La dueña del serpentario
- Tim Herbert como El empleado de gasolinera
- Charles Seel como El anciano
- Shirley O'Hara como La mesera
- Alexander Lockwood como El anciano en automóvil
- Amy Douglass como La anciana en automóvil
- Sweet Dick Whittington como El entrevistador de radio
- Dale Van Sickel como El chofer de automóvil

## Recepción
Duel recibió muchas críticas positivas y algunos la consideran una de las mejores películas para televisión jamás realizadas. En el sitio web de agregación de reseñas Rotten Tomatoes, Duel tiene una puntuación del 89% según 45 reseñas, con una calificación promedio de 7,8 sobre 10. El consenso del sitio es que «Duel hace un uso brillante de su premisa simple, ofreciendo emociones sólidas de género al tiempo que anuncia la llegada de un talento generacional detrás de la lente». En TV (The Book), coescrito por el crítico de televisión Matt Zoller Seitz y Alan Sepinwall, Seitz nombró Duel como la mejor película para televisión estadounidense de todos los tiempos, afirmando: «Casi cincuenta años después de su emisión inicial, esta sencillo y sutilmente mítico thriller de acción  conserva gran parte de su poder». Bravo lo incluyó en el puesto 67 de los 100 momentos de películas más aterradores en The 100 Scariest Movie Moments. En su descripción general del género de terror, Danza macabra (1981), Stephen King escribe que «Duel es una película apasionante, casi dolorosamente llena de suspenso; tal vez no sea el mejor trabajo de Spielberg—es casi seguro que debe esperar hasta los años ochenta y noventa—pero seguramente una de una media docena de mejores películas jamás realizadas para televisión». En un apéndice, King la enumera como una de las mejores películas de terror de 1950 a 1980, con un asterisco que la indica como una de sus favoritas. King y su hijo Joe Hill rindieron homenaje a Duel en su novela Throttle (2009).
David Thomson escribió sobre Duel: «Su impacto fue tal que se estrenó en cines fuera de Estados Unidos. Con razón, ya que se erige como una de las espirales de suspense más convincentes del medio. La vulgaridad del personaje de Dennis Weaver y la monstruosa malignidad del camión se enfrentan entre sí con una seguridad narrativa que nunca necesita recordarnos el elemento de fábula. El final es insatisfactorio, en parte porque el resto de la película es muy trascendental, pero también porque la pura habilidad necesitaba más filosofía para una resolución adecuada».
Las interpretaciones de Duel a menudo se centran en el simbolismo de Mann y el camión. Algunos críticos siguen la propia interpretación de Spielberg de la historia como una denuncia de la mecanización de la vida, tanto por máquinas literales como por reglamentación social. El tema de la performatividad de género en la búsqueda de Mann por demostrar su hombría es otra interpretación que han sugerido varios observadores.
A lo largo de los años, Duel ha desarrollado un gran número de seguidores y una reputación como película de culto.

## Reconocimientos

### Premios
- Premio Emmy 1982: Destacado resultado en montaje de sonido
- Premio del Festival de cine fantástico de Avoriaz 1972: Gran premio a Steven Spielberg

### Candidaturas
- Premio Emmy 1972: Destacado resultado en fotografía (Jack A. Marta)
- Premio Globo de Oro 1972: al mejor telefilme
- Premio Saturno 2003: al mejor lanzamiento en DVD

## En la cultura popular

### En el cine
- El efecto de sonido del rugido que se escucha cuando el camión cae por el acantilado también se escucha en Tiburón (1975), también dirigida por Spielberg, cuando el cadáver del tiburón se hunde en el océano. Spielberg ha dicho que debe a que siente que existe un "parentesco" entre ambas películas, ya que tratan sobre "leviatanes que atacan a tipos ordinarios". También dijo que insertar el efecto de sonido en Tiburón fue "mi forma de agradecer a Duel por darme una carrera".[14]
- La película de anime Lupin III: El misterio de Mamo (1978) parodia Duel al representar una escena de persecución en la que los personajes principales Lupin, Jigen y Goemon, conducen un Austin Cooper rojo y son perseguidos por un Kenworth W900 gigante enviado por Mamo, el villano de la película.[15]
- El cineasta español afincado en Barcelona Enric Folch financió colectivamente el documental El diablo sobre ruedas, que se centra en el desarrollo de Duel.[16]

### En música
- La canción de Swervedriver "Duel" de su álbum Mezcal Head lleva el nombre de la película.[17]
- El video musical animado de "John Postal" de They Might Be Giants recrea la trama de la película con un camión postal en lugar del camión cisterna.[18]
- La canción de Steve Hackett "Duel" del álbum Till We Have Faces está basada en la película.[19]

### En televisión
- Las escenas del enfrentamiento final de Duel fueron reutilizadas en la primera temporada de El Hombre Increíble, para el enfrentamiento de Hulk contra sus oponentes en el episodio "Nunca le des descanso a un camionero" (28 de abril de 1978), con pequeñas cantidades de nuevas imágenes de encuadre con el camión Duel,[20] cosa que molestó a Spielberg según declarara el guionista Richard Matheson.[21]
- Night Ghoulery, el especial de una hora de Tiny Toons (producido por Spielberg) presentó un segmento llamado "Fuel" protagonizado por Coyote Calamidad que parodia a la película.[22]

### Literatura
- En 2009, los escritores Stephen King y Joe Hill decidieron honrar el clásico de Matheson con una historia en prosa de tributo titulada "Throttle". Con el tiempo, esto se convirtió en una miniserie de cuatro números llamada "Road Rage". IDW Publishing le dio a "Duel" y "Throttle" dos números cada uno para encontrar una nueva audiencia con su adaptación del cómic. "Road Rage" #1 fue lanzado al público el 15 de febrero de 2012.[23] [39]
- El libro de poemas del escritor español Ape Rotoma titulado 149 PCE alude al número de matrícula del vehículo Plymouth Valiant que conduce el protagonista de la película.[24]